# La Grande Rivière du ciel
La Grande Rivière du ciel (titre original : Great Sky River) est un roman de science-fiction de l'auteur américain Gregory Benford paru en 1987. Il constitue le troisième tome du cycle Le Centre galactique.

## Résumé
Après les évènements de À travers la mer des soleils et Dans l'océan de la nuit, où la Terre est attaquée par des Mécas (machines laissées par d'autres civilisations et dont leur évolution les amènent à détruire toutes formes biologiques, jugées instables et dangereuses). Au cours des millénaires suivants, les humains vont les repousser et voyager dans la galaxie en utilisant des vaisseaux plus lents que la lumière. 
Le roman se déroule sur une planète proche du centre galactique appelée Nivale où ont cohabité humains et Mécas. Ces derniers ont lentement modelé le climat pour les besoins, l'asséchant peu à peu et ont repoussé les humains dans des citadelles.
Le récit début 6 ans après la chute de la citadelle de la « Famille LeFou » (Bishop en anglais, les « Familles » sont en fait des clans nommées d'après des pièces d'échecs). Les survivants ne sont plus qu'une poignée, se déplaçant et se cachant constamment à la surface de Nivale afin d'éviter les patrouilles Mécas. La surface de Nivale est un désert parsemé de zones industrielles automatisées, d'entrepôts, et d'immenses décharges Mécas. Les humains vivent au milieu de ce désert biologique comme des parasites, pillant les installations mécas peu protégées. 
Les humains utilisent une technologie qui les dépasse de plus en plus : implants cybernétiques et mécaniques qui améliorent leur perceptions, connaissances et capacités physiques. Les personnalités des morts, appelés « Aspects », peuvent être numérisées et stockées dans des « onglets » qui se branchent dans le cou. Les Mécas ont la possibilités d'empêcher cette sauvegarde en « aspirant » le « Moi » (l'esprit) d'un humain : c'est la « sûremort ».
L'histoire se focalise sur la traque de Killeen LeFou et sa famille par un nouveau type de Méca appelé la « Mante », celle-ci semble avoir une personnalité et des buts différents des autres Mécas. 
Le reste du cycle Le Centre galactique (Marées de lumière, Les Profondeurs furieuses et Sailing Bright Eternity) décrit les périples de la famille Bishop vers le centre de la puissance Mécas et leur plus grand secret, dont même les Mécas ont peur.

## Thèmes
Bien que l'ensemble du cycle Le Centre galactique soit clairement du space opera/hard-science, La Grande Rivière du ciel lorgne en direction de thèmes post-apocalyptique et cyberpunk.
Benford a particulièrement détaillé les cybers technologies : prothèses cybernétiques, exosquelette, HUD, réalité augmentée, numérisation d'être humains, piratage neural (voir Le "Basilisks hack" de David_Langford).
De plus sa description des Mécas semble avoir servi de modèle aux machines de Matrix, et à l'ambiance de La Seconde Renaissance, partie I & II d'Animatrix.